# Paul Janes
Paul Janes (né le 10 mars 1912 à Küppersteg en Allemagne et mort le 12 juin 1987 à Düsseldorf en Allemagne) était un joueur international de football allemand, qui jouait au poste de défenseur latéral.

## Biographie
Paul Janes joue 71 fois avec l'équipe d'Allemagne (record qui dure jusque dans les années 1970), et participe à la coupe du monde 1934 en Italie et à la coupe du monde 1938 en France. Il est le capitaine 31 fois entre 1939 et 1942.
Janes fait partie du Onze de Breslau qui bat le Danemark 8-0 à Breslau en 1937 et qui gagne dix matchs sur onze durant cette période. 
La DFB (Fédération allemande de football) l'a élu parmi l'un des 20 meilleurs footballeurs allemands de tous les temps. Il participe également aux jeux olympiques d'été de 1936 où son équipe est éliminée par la Norvège.
Durant la fin des années 1930, les Allemands possèdent l'une des plus grandes paires d'arrières du football européen avec Janes à droite et Reinhold Münzenberg à gauche. 
Vittorio Pozzo, l'entraîneur de l'équipe d'Italie championne du monde, nomme Janes pour une sélection continentale en 1937, mais Janes doit y renoncer à la suite d'une blessure.
Il était réputé pour son calme et son sang-froid, ainsi que son habileté à tirer sous toutes sortes d'angles. Ses sept buts en sélection furent tous marqués par coups francs (4) ou pénalty (3). Il est l'un des premiers joueurs à effectuer la bicyclette.
Durant la Seconde Guerre mondiale, Janes sert dans la Reichsmarine. Il veut ensuite jouer lors du premier match international après la guerre en 1950, mais se casse le pied et finit donc sa carrière pour de bon.
Janes était également connue pour son silence, et pour être un homme qui parlait peu. En 1934, on lui demande comment il allait jouer lors du mondial à venir. Sa réponse est : « Chaud ».
Son équipe de club est le Fortuna Düsseldorf, où il travaille comme entraîneur après la guerre. Son équipe, l'une des meilleures du pays durant les années 1930, remporte le championnat d'Allemagne de l'Ouest en 1931, le championnat d'Allemagne en 1933 et la deuxième place en 1936. Ils parviennent en finale de la Tschammerpokal, prédécesseur de la coupe d'Allemagne, en 1937. Le club est relégué en 1942 et retourne en première division l'année suivante. Le Paul-Janes-Stadion à Düsseldorf-Flingern est l'un des terrains du Fortuna Düsseldorf (de 1930 à 1972 et depuis 2002).